# 彼得·歐文
彼得·歐文（英語：Peter Owen）是一名電影化妝師，因在《魔戒首部曲：魔戒現身》的工作而與理查·泰勒共同贏得第74屆奧斯卡獎的最佳化妝獎。

## 生平
彼得·歐文畢業於布里斯託大學。2004年，他獲該校頒予榮譽學位。
歐文陸續在多部電影中擔任化妝師。在改編自托爾金小說的電影《魔戒首部曲：魔戒現身》中，歐文負責所有演員的化妝與假髮，該片中無論是甘道夫、哈比人還是精靈等角色都需要有不同類型的假髮，歐文表示最大的挑戰就是製作假髮；他因在此片的表現而獲得奧斯卡最佳化妝獎以及英國影藝學院電影獎最佳化妝與髮型獎。

## 部分影視作品
- 《斷頭谷》（1999年）
- 《我和殭屍有份合約》（2000年）
- 《魔戒首部曲：魔戒現身》（2001年）
- 《名模大間諜》（2001年）
- 《魔戒二部曲：雙城奇謀》（2002年）
- 《魔戒三部曲：王者再臨》（2003年）
- 《巧克力冒險工廠》（2005年）
- 《超世紀封神榜》（2010年）

## 外部連結
- 彼得·歐文在互联网电影资料库（IMDb）上的資料（英文）